# Flaga Dublina

Flaga Dublina w układzie pionowym

Granatowo-niebieska flaga hrabstwa Dublin

Flaga Dublina – prostokątny płat o proporcjach 1:2 w kolorze zielonym z umieszczonym lewym górnym narożniku herbu Dublina tj. trzech zamków w dwoma płonącymi wieżami każdy na granatowym (niebieskim) prostokącie zajmującym czwartą część flagi. Na prawej połowie złota harfa o srebrnych strunach, tak jak na herbie Irlandii, zwrócona łukiem w lewo.
Flaga została ustanowiona w 1885 roku.
Używana jest też wersja w układzie pionowym w proporcji 2:3, z granatowym prostokątem z płonącymi trzema zamkami na górze i złotą harfą na środku zielonego kwadratu poniżej. Choć pojawiają się też wersje w proporcji 1:2 z wydłużoną dolną zieloną częścią jako prostokąta..
Zwyczajowo jako flaga Dublina, choć niemające oficjalnego statusu, używane są granatowo-niebieskie kolory hrabstwa Dublin; często w układzie pionowym z granatowym kolorem na górze.